# 圣安德鲁斯大学
聖安德鲁斯大学（英語：University of St Andrews），简称圣安（英语：St And）。為一所坐落於英国苏格兰東海岸古镇圣安德鲁斯之公立大學。建校約於1410年及1413年之間，並由亞威農（Avignon）教廷本篤十三世（Antipope Benedict XIII）向一班奧思定會（Augustinian）教士頒佈教宗詔書而正式成立。聖安德魯斯大學是蘇格蘭最古老大學，英語世界中繼牛津大学与剑桥大学後，第三古老大學，在英国各大学排名中常位于前5名之列。
聖安德魯斯大学本科學生身穿紅色學袍，神学院学生則穿黑色學袍。身穿學袍学生可免费入圣安德鲁斯城堡遗址內参观。另一則傳統是「學術家庭」（academic family）。大學一年級生（男生称为Bejant而女生称为Bejantine）按傳統，可找大學三年級学长和学姐为自己「學術父母」（academic parents），擴大社交圈子，融入學校生活。
聖安德魯斯大学与美国有歷史淵源。蘇格蘭啟蒙運動間，美國独立宣言签署人詹姆威爾遜（James Wilson），曾在此求學。據2008年衛報統計，大學約有15%美國及加拿大學生。。
近代著名校友包括外交官，前英國駐華大使和现任英国驻联合国大使吳百納（Barbara Janet Woodward）及前英國駐俄羅斯大使Anne Pringle（2008﹣2011）。大學亦培育兩任英國軍情六處長（MI6，亦稱英國秘密情報局）及一名副處長，包括前局長約翰索爾斯爵士（ Sir John Sawers ,2009-2014），現任局長亞歷楊格（Alex Younger, 2014-），及George Kennedy Young（1959﹣1961）副局長。近代擔任政府要職的校友則包括前蘇格蘭首席部長沙蒙（Alexander Salmond），及現任英國內闆辦公廳秘書長馬克西維（Mark Sedwill），英國前國防大臣房應麟(Michael Fallon)，及英屬香港財政司（1961﹣71）郭伯偉爵士。英國王储威尔士亲王威廉王子与夫人凱薩琳亦是聖安德魯斯大學本科畢業生，並於二零一三年創校六百周年典禮回校演說。

## 历史

### 创立时期
1410年，司康修道院院长劳伦斯（Laurence of Lindores）、洛锡安会吏长里查德·德·康奈尔（Richard de Cornell）、邓布兰主教威廉·史蒂芬森（William Stephenson）以及其他一些被巴黎大學、牛津大學和劍橋大學驅逐的奧斯定會教士們一同创立了一个高等教育學會。這個學會教授神學、邏輯、哲學和法律，被认为是圣安德鲁斯大学的前身。1411年2月28日，圣安德鲁斯主教亨利·华德洛（Henry Wardlaw）向这个社团颁下了一个宪章，用以吸引全苏格兰的饱学之士来担任教职。1413年，本篤十三世 (對立教宗)为聖安德魯大学颁布6條教宗诏书，标志着聖安德魯大学正式成立。大学建立之初，授课地点散布在圣安德鲁斯镇上各处。1418年，大學的首個學院聖約翰學院（St John's College）由罗伯特（Robert of Montrose）成立。1430年，华德洛主教批准讲师们使用一栋叫Paedagogium的楼房。该楼由所捐赠。1432年，蘇格蘭國王詹姆士一世確認了華德洛的憲章。1450年，圣安德鲁斯主教詹姆士·肯尼迪（James Kennedy）成立圣萨尔瓦多学院（St Salvator's College），教皇马丁五世认可了该学院的建立。7年后，学院获得颁发神学和哲学学位的资格。15世纪末，圣萨尔瓦多学院成为圣安德鲁斯大学的一部分。學院的主體建築聖薩爾瓦多禮拜堂今日仍聳立在學院內。
1512年，修士约翰·赫本（John Hepburn）和主教亚历山大·斯图亚特（Alexander Stewart）创立了學習神學的圣莱昂纳德学院（St Leonard's College）。学院最初设在一个朝圣者医院的旧址上，肇始時意圖提供修道院式的學習環境。同年，斯图亚特大主教正式將聖約翰學院并入圣米迦勒教区。1538年，樞機主教詹姆士·比頓（James Beaton）將聖約翰學院重新以圣母玛丽命名。圣玛丽学院创立初衷是一所集神学、法学、医学和人文学为一体的综合学院，但后来未能成行。1579年，苏格兰议会批准重新设立圣玛丽学院时，学院只负责教授神学。至今，圣玛丽学院仍为神学院，学院最早的建筑结构也被保留了下来，形成了今日院落的一部分。
1532年，詹姆士五世國王確立了聖安德魯斯大學的運營特權。

### 發展時期
17世紀到19世紀間，聖安德魯斯大學經歷了許多變化。1672年，大學採用紅色了學術袍，這個傳統延續至今。17世紀末，曾有人建議將大學遷往珀斯，但最終該提議被否決。1747年，聖薩爾瓦多學院和聖萊昂納德學院合併成為聯合學院。19世紀時，大學的學生數量下降到歷史低點，從而引發了關門的可能性。1870年代，只有不到150名學生在聖安德魯斯就讀。學院在1897年合併了登地的大學學院，即後來的登地大學。
1876年，大學行政會決議允許授予女性高等教育學位，在當時大約等同於男性所能獲得的文碩士。這個決定早於1878年倫敦大學學院招收女學生的新政。這個計畫要求女性通過5門一般學科和1門榮譽學科的考試，方可獲得學歷。但事實上，直到1889年《蘇格蘭大學法案》通過後，聖安德魯斯大學才能正式招收女學生。從那時起授予女性的學位稱為L.L.A （Lady Literate in Arts，精通人文的女士）。安尼斯·福布斯·布萊卡德在1892年成為第一個被招入此前僅能由男性取得的本科學位的女性，她在2年後獲得了文碩士學位。布萊卡德後來更是在格拉斯哥大學取得醫學博士學位，並成功在倫敦成為執業皮膚病醫師。為了應對日益增長的女性學生，大學在1896年斥資興建了首個女學生宿舍。

### 近現代
直到20世紀初期，聖安德魯斯大學始終保持著以古典語言、神學和哲學為主的教學傳統，但也逐步接受科學、醫學等在其他大學興起的學科。例如在1897年與聖安德魯斯大學合併的登地大學學院就精專於科技類學科，大學也因此能夠授予醫學學位。與登地大學學院的合作改善了聖安德魯斯大學的一些長期問題，但也導致一部分學生轉移到登地學習。事實上，直至1967年兩校拆分時，不少聖安德魯斯大學的學生本科一直在登地校區就讀。
1967年，登地大學學院（當時稱登地女王學院）正式與聖安德魯斯大學結束合作關係。因此，聖安德魯斯大學無法再提供醫學、牙醫學、法學、會計學和工程學學位，亦無法在本科開展醫學教育。但最後聖安德魯斯大學尋得了與曼徹斯特大學的合作關係，以便繼續為學生提供醫學學習。
1972年，聖萊昂納德學院被重新任命為研究生學院。从1984年起，圣安德鲁斯大学开始积极招收来自北美尤其是美国的学生。到2017年，每6名学生就有1名来自美国，这个比例是全英国所有大学院校中最高的。在圣安德鲁斯就读或毕业的北美学生涵盖了几乎美国所有州和加拿大的所有省份。
2013年，圣安德鲁斯大学迎来了600周年校庆，美国前国务卿希拉里·克林顿作为特邀嘉宾致辞并获得了荣誉法律博士学位。

## 行政架構
和蘇格蘭其他的古老大學一致，聖安德魯斯大學的行政架構是依據1858年的《蘇格蘭大學法案》建立的。大學的行政層分為三個部分：總務委員會、大學行政評議會、學術參議會（拉丁文：Senatus Academicus）。

### 總務委員會
總務委員會（英文：General Council）是一個由全體研究生、學者和前學者組成的常務諮詢委員會。委員會每年召開兩次會議，在休會期間由指定的行政委員會負責一切事務。總務委員會最重要的職責是為大學行政評議會指派兩名評測師並選舉大學的校監。除此之外，委員會還需要就有關大學發展的事宜作出建議。

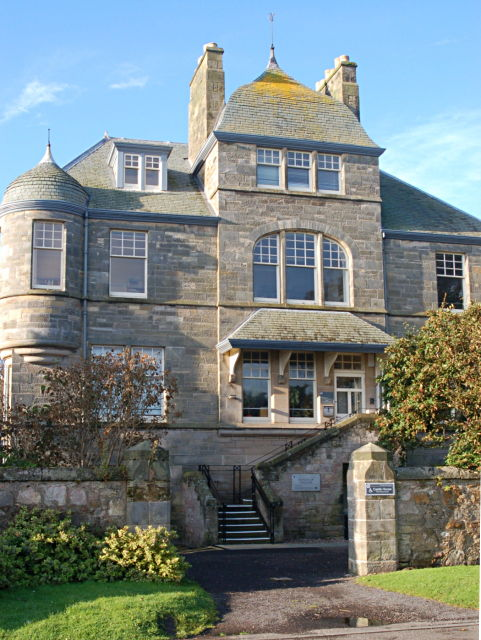
英語系所在大樓——城堡屋

### 大學行政評議會
大學行政評議會（英文：University Court）負責聖安德魯斯大學的行政和財務事宜，是大學的實際管理機構。評議會由全體學生選出的一名學生校長（Rector）主持。評議會成員則由總務委員會、學術參議院和法夫議會委任。學生會主席和代表處處長是評議會的當然委員，評議會內亦有一些外行成員和校友成員。

### 學術參議會
學術參議會（英文：Academic Senate）是聖安德魯斯大學學術事務的最高管理機構。參議會成員包括了全體教授（包括各院系主任）、部分資深准教授、部分資深講師、部分普通講師和三位學生代表（分別來自文學和神學院、理學和醫學院、研究生院）。參議會負責批准學位項目、頒發學位證書和管理學生紀律。參議會主席由大學校長擔任。參議會有權開除學生的學籍。

### 校長辦公室
聖安德魯斯大學的校長是大學的首席行政官。校長一般由副校長、聯合學院院長和財務官等副職輔助。校長負責大學整體的運作並主持學術參議會。

### 學生校長
學生校長是蘇格蘭古老大學特有的一個職位，目前僅有聖安德魯斯大學、格拉斯哥大學、愛丁堡大學、阿伯丁大學以及登地大學保留此頭銜。學生校長的主要職責是主持大學行政評議會。全體學生均有權選舉學生校長，評價標準基於候選人是否能領導大學發展。歷史上，聖安德魯斯大學的學生校長曾由幾位知名人物擔任，例如工業家安德魯·卡內基、詩人魯德亞德·吉普林、喜劇演員約翰·克里斯、首相阿奇伯爾德·普里姆羅斯等。

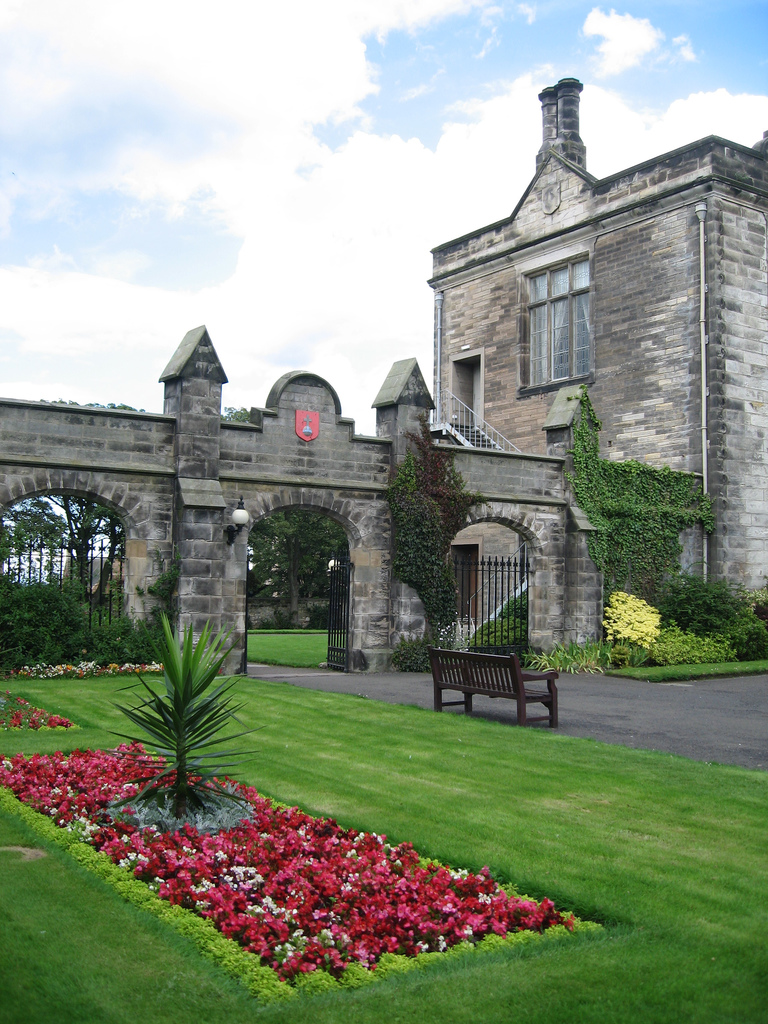
聯合學院院落一角

### 學院
聖安德魯斯大學由三個學院組成：聯合學院、聖瑪麗學院和聖萊昂納德學院。和其他傳統英國大學（例如牛津大學）不同，這些學院僅僅是儀式性的，最顯著的特徵就是學生宿舍不以學院作劃分。聯合學院包括了全體學習人文、科學和醫學的學生，聖瑪麗學院是神學院，聖萊昂納德學院則是研究生學院。

### 院科系
聖安德魯斯大學由四個主要院系和18個科系組成。聯合學院院長委派一名教務長管理每個院系的日常工作。學生的管理以所在院系而非專業為標準。目前的院系和科系為：
- 文學院：藝術史系、古典系、經濟系、英語系、電影研究系、歷史系、國際關係系、管理系、現代語言系、哲學系、社會人類學系
- 神學院：神學系
- 醫學院：醫學系
- 理學院：生物系、化學系、計算機系、地理和地質學系、數學系、物理和天文學系、心理學系、神經科學系

共有6個專文理學院均有提供，分別是：經濟、地理、管理、數學、心理和可持續發展，授課內容完全一致。

## 学术與學生生活

### 學制
遵循蘇格蘭大學的傳統，聖安德魯斯大學採用兩學期制，分別為聖馬丁日學期（Martinmas）和聖燭日學期（Candlemas）。聖馬丁日（11月11日）和聖燭日（2月2日）均是蘇格蘭曆法裡的一年的四分日。聖馬丁日學期從每年9月初開始，持續到12月中旬，考試日放在聖誕假期前夕。聖燭日學期從每年2月開始，持續到5月末。6月末是全體學生的畢業典禮。

### 声誉和排名

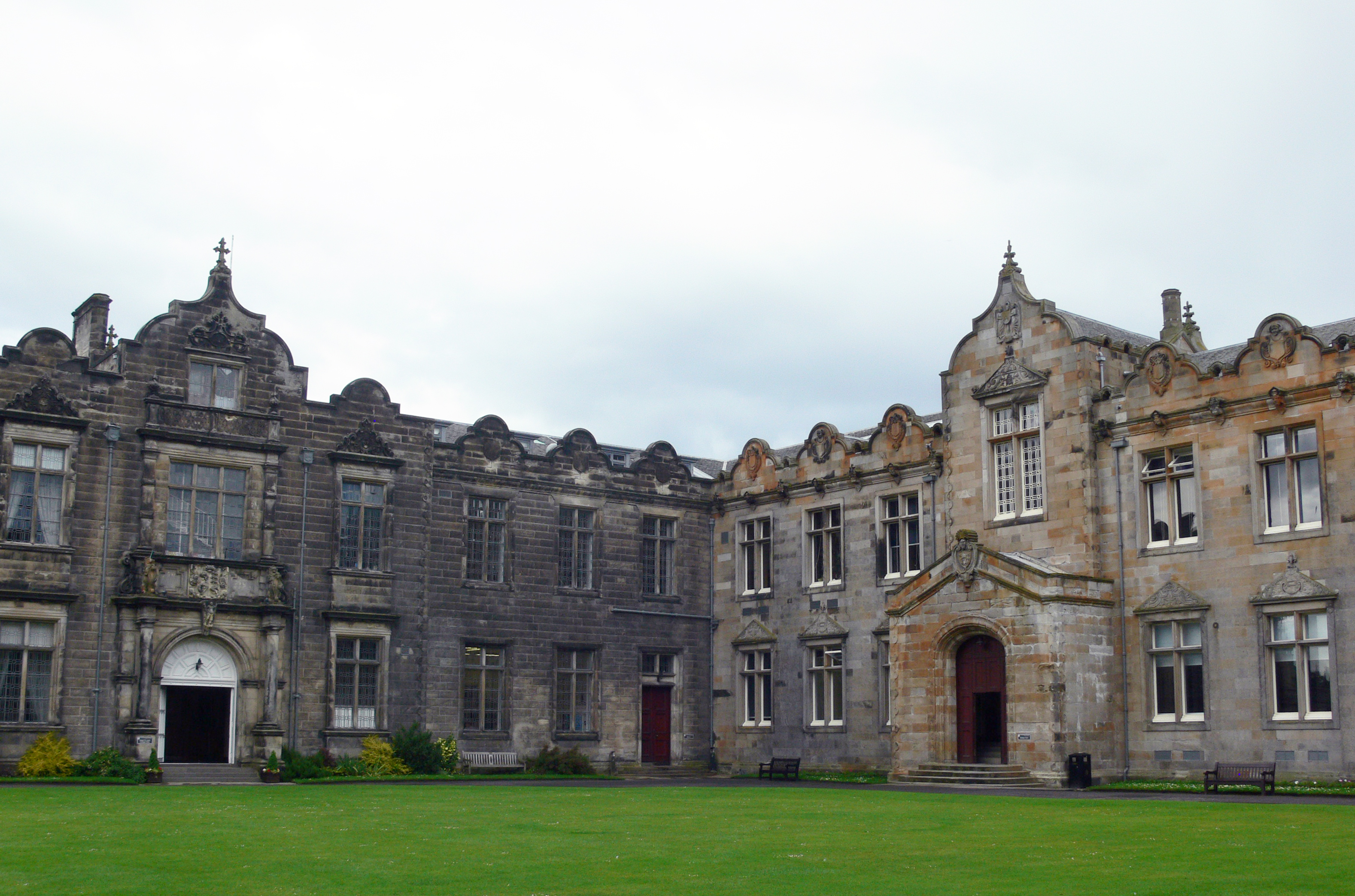
圣萨尔瓦多院一角

《卫报》在2022年度将圣安德鲁斯大学列为全英國第一的大學，击败牛津大學、劍橋大學、帝國理工學院和倫敦政治經濟學院。根據2015年QS大學排名的數據，若考慮學校規模的因素，聖安德魯斯大學位列全球中小規模綜合大學第二，僅次於美國的布朗大學。2014年，英国大学官方评估排名REF根據研究產出的質量將聖安德魯斯大學排在英國第14名，全蘇格蘭第一。2019年的《週日太陽報》大學排名中，聖安德魯斯大學的名次是第2名, 首次打破了牛津与剑桥对榜单前两名位置长达三十多年的垄断.2021年《周日太阳报》大學排名更是將聖安德魯斯大學位列榜首, 雙雙擊敗牛津與劍橋, 使其成為歷史上第一所來自蘇格蘭的全英最好大學。聖安德魯斯大學也是英國高等學府”薩頓聯盟“（Sutton 13）的成員。
按照2011年的数据，有86%的学生获得了一等以及二级甲等学位。聖安德魯斯大學遵循蘇格蘭古老大學的傳統，給本科畢業學生授予文學碩士（Master of Arts）和理學學士（Bachelor of Science）學位。在牛津和劍橋大學，只有在大學就讀一定年數的學生才可獲得文學碩士學位；而英國其他的大學僅授予本科畢業生文學學士文憑。大部分學生都以榮譽學位畢業。
2017年，聖安德魯斯大學的畢業生就業率在全英排名第2，有97.7%的學生在畢業後的3年半內尋得工作。聖安德魯斯大學的畢業生在全英最受主要雇主青睞的排行榜上位列第7，在蘇格蘭則是第1。根據《泰晤士報》和《週日泰晤士報》2016和2017年的大學指南中，聖安德魯斯大學畢業生的平均薪資和就業前景在全蘇格蘭排名第1。2018年英國教育部的數據顯示聖安德魯斯大學的男性畢業生薪資環比增加了24.5%，女性則環比增加了14.8%，漲幅位列英國大學第5。儘管聖安德魯斯大學的規模較小，但根據一家瑞典的投資銀行，它卻產出了英國大學之中第5多的百萬富翁。另一項研究則顯示，聖安德魯斯大學畢業生中加入富時100指數公司管理層的比例是全英最高。

#### 专业排名
2019年的《完整版大学指南》中，圣安德鲁斯大学25个学科中的24个均位列全英国前10名，而95%的学科达到前10名的全科大学仅有3所（剩下的2所是牛津和剑桥）。2019年《卫报》大学指南将圣安德鲁斯大学的生物科学、计算机科学、国际关系、物理、心理学列为英国第1名。地球和海洋科学、经济学、英语、管理、数学、哲学和神学均位列英国前3名。2017年的《泰晤士报》和《周日泰晤士报》的大学指南将圣安德鲁斯大学的24个学科排入全英前6名，其中更是有10个学科进入前3名。分别是：英语、管理、哲学、国际关系、意大利语、物理和天文学、古典研究和古代历史。2015年《泰晤士高等教育全球大学排名》将圣安德鲁斯大学的社科类学科位列全球第46名，人文类学科位列全球第50名，生命科学位列全球第74名。2014年《莱顿大学排名》中，圣安德鲁斯大学的科学影响力是全球第39名，全英第5名。根据2009年Philosophical Gourmet的双年报告，圣安德鲁大学的哲学研究生项目是全球第17名，全英国第2名。

### 入学条件及学生情况
申请者可以通过UCAS和通用申请（Common Application）两个系统申请圣安德鲁斯大学。最新数据显示每12个申请者仅有1个会被录取。总的来说，圣安德鲁斯大学的申请是全英国竞争最激烈的之一。2016-17年的总录取率为8.35%，苏格兰/欧盟居民的录取率为22.5%。2017年，对于苏格兰/欧盟申请者而言，竞争最激烈的本科科系是国际关系、管理、经济和金融，这3科的录取率分别是8%、10.9%、11.5%。大多數本科學位的基本申请要求是A-Level成绩至少为AAAAB或AAA而IB成绩则至少为38。成功的申请者平均在UCAS拥有525分，在2015年是全英国第5高的高等教育机构。《电讯报》将圣安德鲁斯大学评为全苏格兰最难进入的大学。

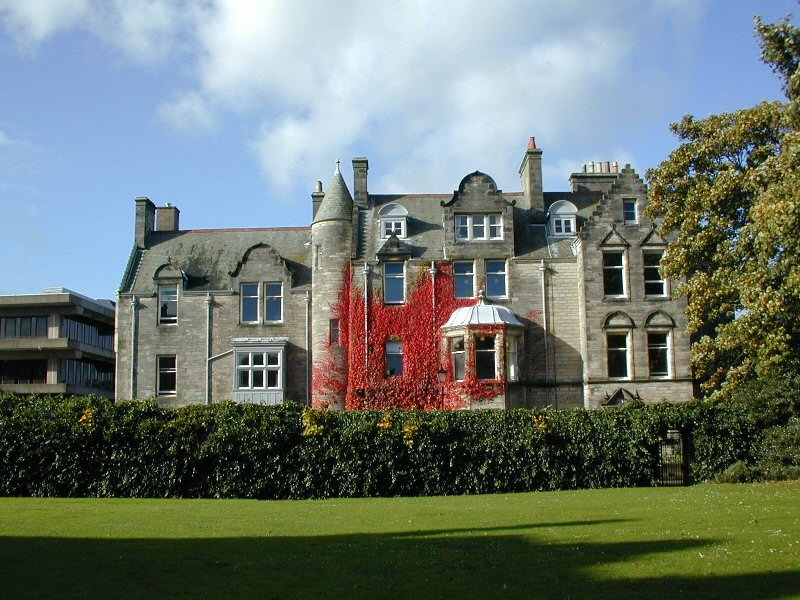
圣安德鲁斯大学的古典学科系

聖安德魯大學僅有約13%學生來自「低收入家庭」（低收入據英國政府介定），乃英國大學最低之一。。大约40%的学生来自私立学校。此外，学校也是女多男少，男女比例为42：58。
圣安德鲁斯大学为增加学生背景的多样性，引入了一系列项目，例如萨顿信托会夏校、REACH & SWAP Scotland等。这些努力获得了成效：2015年，大学招收的贫困背景的学生同比增加了50%。

### 海外交流项目
聖安德魯大學參與-伊拉斯谟计划，亦与美国的威廉与玛丽学院共同开设学期4年的国际文学士荣誉课程。学生在两所学校各读两年，并可选读国际关系、历史、英语和经济学。圣安德鲁与美国艾默里大学、加州大学、乔治城大学、宾夕法尼亚大学，加拿大的女王大学、西安大略大学和法国的巴黎政治学院有交流活动。

## 传统

### 入學誓词
每一個進入聖安德魯斯大學的學生必須在入學儀式上用拉丁文起誓。這段誓詞被稱為“入學誓詞”（拉丁文：Sponsio Academica）。近年來由於入學儀式已經移步網上進行，所以誓詞也相應成為電子版。
拉丁文原文如下：
中文翻譯大致是：
“我們學生以信用莊嚴發誓：我們將尊敬師長，以維持紀律並端正品行，我們將服從學術參議會的權威，並無論如何將竭力維護聖安德魯斯大學的利益。我們承認：若我們中任何一人表現越矩，或是學業不勤，或受戒而不改，學術參議會將有權施以懲戒或驅逐犯事者。”

### 禮袍
作為一項悠久傳統，聖安德魯斯大學的本科生會在不同場合穿紅色禮袍，例如在學生校長或校監的就職典禮、宗教儀式、碼頭集會（Pier Walks）、正式晚宴上等。負責帶領遊客參觀的學生導遊也會穿上紅袍。在聖安德魯斯日，學生都會穿上紅袍。值得注意的是，神學院的學生穿的禮袍是黑色的，在正面左側绣有紫色的圣安德鲁斯十字，而研究生則會穿本科的畢業袍，或在本科學校沒有畢業袍的情況下穿鑲勃艮第色的黑色禮袍。

### 習俗
在聖安德魯斯大學，大一男性新生被稱為Bejant，女性新生對應為Bejantine。大二學生被稱為Semis。大三學生被稱為Tertian。大四學生被成為Magistrand。這些稱呼僅適用於聖安德魯斯大學。本科學生通過穿著禮袍的不同方式來區分年級：大一學生需要將紅袍搭在雙肩上，大二學生需要將紅袍略為從肩上褪下，大三文科學生需要將紅袍搭在左肩上，理科學生需要搭在右肩上，大四學生僅需要將紅袍穿在高於手肘的位置即可（表示即將脫下紅袍換上黑色畢業袍）。紅袍不應在領口處連上，因為這樣被認為會帶來厄運。

### 學術家長
聖安德魯斯大學保持了一個奇特的“學術家長”（Academic Parents)的傳統。通常大三升大四的學生會作為大一新生的輔導員，幫助他們關於學習和社交的事情。不少學術家長和他們的“子女”在學校以外的生活中仍保持聯繫。依照傳統，男性新生需要通過“母方”（Senior Woman）——即一位高年級女學生來找到自己的“父方”（Senior Man）。而對於女性新生來說則沒有相應的要求。通常學術家長會在聖馬丁日學期開始時就與新生確立輔導關係。

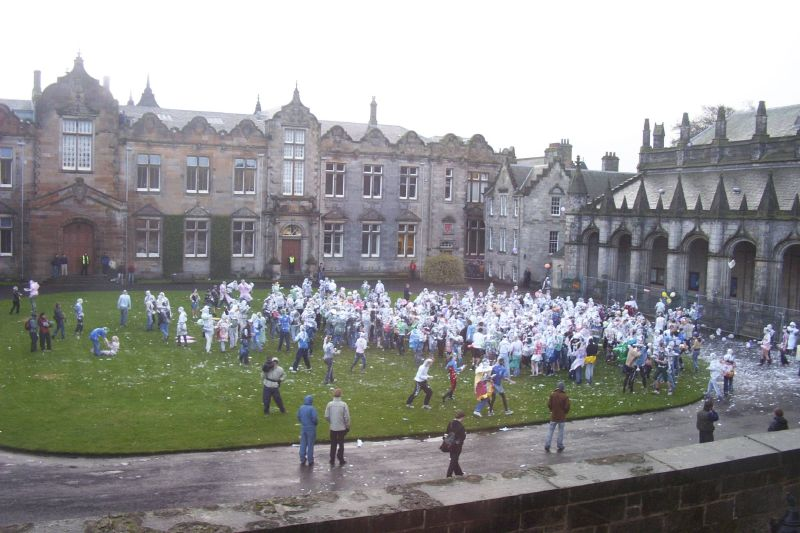
葡萄乾週末的泡沫大戰

### 葡萄乾週末
葡萄乾週末（Raisin Weekend）是大一新生和他們的學術家長正式建立聯繫的場合。據說以前的大學生只會帶著一袋燕麥和一桶醃鯡魚來大學學習，因為這些食物可以充當維持一個學期的主食。而一些異域情調的食物在當時被認為是奢侈品。為了報答學術家長們的幫助，新生們會饋贈他們一袋葡萄乾。自從19世紀起，作為禮物的葡萄乾逐步被類似的物品取代，例如紅酒等。學術家長們需要在收下禮物後回贈一張收據，通常是拉丁文寫的。這些收據一開始非常正式，但是慢慢變得風趣和隨便起來。“收據”需要寫在任何新生可以隨時帶在身上的物品上（需要從早上持續到中午）。儘管現在的學術家長已經不怎麼接收禮物，但這項傳統仍被保留了下來。
葡萄乾週末每年10月末的最後一個週末舉辦。慶典以“母親”舉辦的茶會開始，然後“父方”會準備一場“酒吧爬”或家庭派對。通常好幾個“家庭”會聯合舉辦後面的狂歡。中午時分，所有的新生在聖薩爾瓦多學院的大院裡集合，對比互相的收據。這時候高年級的學生會檢查收據內的拉丁文是否有（經常不可避免地會出現的）語法錯誤，然後持有語法錯誤的收據的新生需要吟唱《让我们欢乐吧》。近年來集會以互相拋灑剃鬚泡沫收場。從2014年開始，剃鬚泡沫大戰從聖薩爾瓦多大院移師鄰近的草坪。葡萄乾週末也常常和狂飲和“羞辱”新生的活動聯繫在一起，因此學生會會在那個週末準備急救隊以防萬一。

### 鵝卵石標記
在聖安德魯斯鎮上有不少鵝卵石組成的標記，以紀念在宗教改革中被燒死的新教殉道者。其中，最出名的當屬派翠·漢米爾頓（Patrick Hamilton）的殉難地，即今天聖薩爾瓦多學院正門的PH記號處。漢米爾頓在1528年殉難，他的面容神秘地出現在教堂鐘塔的一塊石頭上（今天仍可見的人臉浮雕）。據稱，只要踩到那個鵝卵石記號的學生會被詛咒，無法順利畢業。因而，學生們在經過那裡時會特意跳過那些鵝卵石。

### 五月投海
五月投海（May Dip）通常在每年5月1日舉行。學生們會在前一晚不睡覺，然後在破曉時分在牧歌聲中集體衝向北海。據稱，在海水中浸泡後，學生們會洗去在學術上犯下的罪，或者是不小心踩PH鵝卵石所受到的詛咒，這樣便可心安理得地參加5月的考試。2011年起，因為此前舉辦活動的城堡沙灘存在安全隱患，這項活動被學生會正式移到東沙灘舉行。

## 校園

### 概況
聖安德魯斯大學座落在蘇格蘭的法夫的東北處小鎮聖安德魯斯。教學樓、圖書館、宿舍和其他公共建築散落在鎮上的各處。大部分的大樓都集中在南街、北街、斯各爾斯道（The Scores）和北坡（North Haugh）附近。大學的主校區有北街的聯合學院（即舊薩爾瓦多學院原址）和南街的聖瑪麗學院。聯合學院通常稱為“the Quad“，這裏主要用於各類教學和慶典活動。社會人類學系和現代語言系也在這個校區。聖瑪麗學院內有神學院、心理學系和神經科學系，以及詹姆斯國王圖書館。斯各爾斯道上散落著古典系、英語系、歷史系、哲學系、經濟金融系、國際關係系，以及招生辦、校長宅邸、大學禮賓府等。在北街上還零散有一些大型建築，例如央戈禮堂（Younger Hall）、校長辦公室、主圖書館等。北坡集中著自然科學科系，包括化學系、物理系、生物系、數學系、計算機系、醫學院和管理學院。

### 博物館和圖書館

#### 主圖書館
聖安德魯斯大學的圖書館館藏是全英國大學中最豐富的之一，包含來超過100萬卷圖書和20餘萬冊珍貴古籍。大學圖書館在1612年由蘇格蘭國王詹姆士六世創立。在當時的校監喬治·葛萊德斯坦（George Gledstanes）的呼籲下，國王向大學捐贈了350本王室珍藏圖書。儘管各學院在此之前之前均獨立擁有圖書館。1710年至1837年間，大學圖書館曾經是法定副本圖書館之一，因而坐擁大量的18世紀文學作品。
大學主圖書館座落於北街上，館藏超過100萬冊書。圖書館由一家英格蘭的建築師行設計，該行的代表作還有加拿大國家圖書館。2011年，主圖書館經歷了一場耗資700萬英鎊的裝修工程。

#### 詹姆士國王圖書館
詹姆士國王圖書館建於1643年，館藏有神學和中世紀歷史有關的書籍。

#### 烈士堂圖書館
2012年，大學購入了北街的烈士小教堂（Martyrs' Kirk）並將其改造成含有特殊藏品閱覽室的圖書館。該圖書館也可供研究生和導師們查找資料。

#### 聖安德魯斯大學博物館
聖安德魯斯大學博物館（MUSA）於2008年開幕，展示了大學所收藏的超過10萬件藝術品中的代表作品。博物館既講述大學的歷史，也陳列一些與大學無關的展品。其中一些展品更是被蘇格蘭美術館和博物館協會評為重要國家文物。

#### 裴葛貝博物館
裴葛貝博物館（Bell Pettigrew Museum）是大學的自然歷史藏品館，成立於1912年。該博物館位於聖瑪麗學院校區中的舊布特醫學院內。館藏中包含一些已經滅絕的生物，比如嘟嘟鳥和塔斯馬尼亞虎。

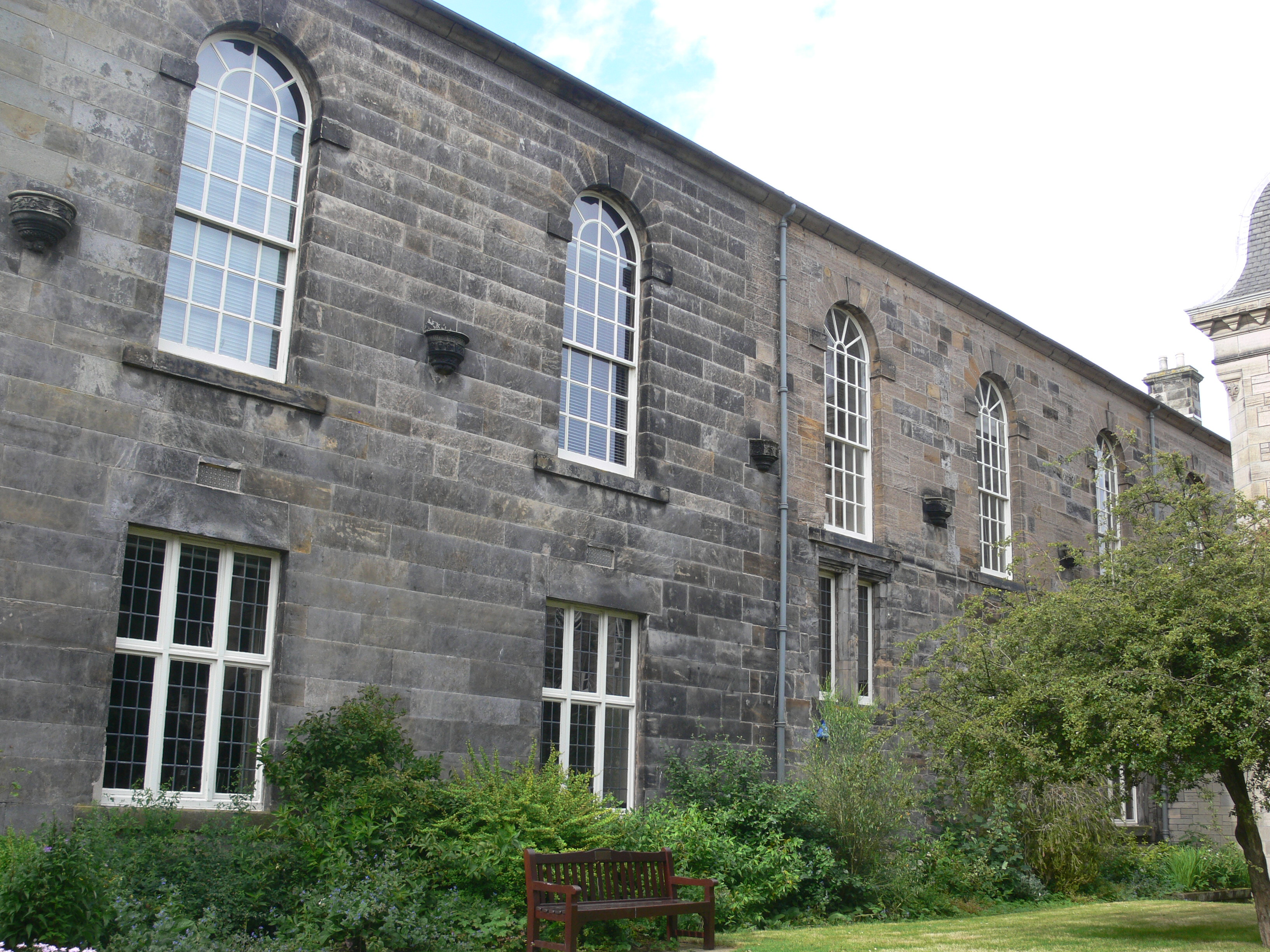
詹姆斯国王图书馆

### 教堂
圣安德鲁斯大学一共有两座教堂，分别是圣萨尔瓦多礼拜堂和圣莱昂纳德礼拜堂。圣萨尔瓦多礼拜堂于1450年由詹姆斯·肯尼迪主教建立，今天是圣安德鲁斯大学的标志性建筑。圣萨尔瓦多堂有完整的一组六个编钟，是苏格兰唯一一座可以变调鸣奏的大学礼拜堂。圣莱昂纳德礼拜堂位于已经分离出去的圣莱昂纳德中学内。圣莱昂纳德堂虽然规模不大，却是大学最古老的建筑，部分结构可以追溯到1144年。两座礼拜堂各有独立的唱诗班，成员由学生组成。

### 学生宿舍
圣安德鲁斯大学是苏格兰各大学中少有的能保证大部分学生住校的大学之一。截止2012年，52%的学生住在学校提供的宿舍内。最古老的宿舍——教务长院（Deans Court）可以追溯到12世纪，最新的宿舍——怀特本楼（Whitehorn Hall）则建于2018年。宿舍楼的建筑风格包括了传统的哥特复兴式和现代的粗野派设计。所有大一学生都能够得到学校提供的宿舍，很多人会一直住校到毕业。2015年9月开始，因为健康或宗教原因不饮酒的学生可以选择住在大卫·罗素公寓内的无酒精房间内。
目前存在的宿舍如下：
- 阿格妮丝·布莱克阿德楼 Agnes Blackadder Hall
- 阿尔巴尼公园 Albany Park
- 安德鲁·梅维尔楼 Andrew Melville Hall
- 大卫·罗素公寓 David Russell Apartments
- 法夫公园公寓 Fife Park Apartments
- 干诺奇楼 Gannochy House
- 汉密尔顿楼 Hamilton Hall
- 约翰·本内特楼 John Burnet Hall
- 麦金塔楼 McIntosh Hall
- 鲍威尔楼 Powell Hall （研究生宿舍）
- 圣瑞格鲁斯楼 St Regulus Hall
- 圣萨尔瓦多楼 St Salvator's Hall
- 大学楼 University Hall
- 怀特本楼 Whiteborn Hall （大学楼的附楼）
- 安格斯和斯坦利楼 Angus and Stanley Smith Houses （研究生宿舍）
- 教务长院 Deans Court (研究生宿舍)
- 圣格里高利 St Gregory's (研究生宿舍)
- 赫本楼 Hepburn Hall

### 可再新能源项目
2013年起，大学将部分捐款投入联合国的UNPRI倡议中，用以支持可持续发展。圣安德鲁斯大学目标是成为全英国首个零碳排放的大学。目前大学有两个可再新能源基地：
卫士桥生物质能源中心（Guardbridge Biomass Energy Centre）利用当地生产的燃烧木材的生物质发电，并将产生的热水通过地下通道运送到学生宿舍供暖。这项耗资2500万英镑的项目预计可以为大学减少1万吨的年碳排放。大学正计划将这个能源中心提供给不同科系用以研究工作。
2013年10月，圣安德鲁斯大学获准在苏格兰的肯利风电场（Kenly Wind Farm)建造6个中型风电机组。机组在2017年投入使用，预计可以带来2200万英镑的经济效益，并减少19万吨年碳排放。

## 学生组织

### 学生会
圣安德鲁斯大学学生会（Students' Association）是代表全体学生的组织。学生会成立于1885年，内部包括学生代表议会（Students' Representative Council）和学生服务议会（Students' Services Council）。学生会内还有12个下级委员会，为各类学生事务提供服务。大学内所有的学生都是各个委员会的当然成员。
圣安德鲁斯大学学生会大楼位于圣玛丽巷，内部设有一家书店、数个酒吧和学生支援服务处。2013年学生会大楼经历了一次大修。圣安德鲁斯的学生会隶属于苏格兰高校学生联盟，但与英国大多数大学的学生会不同的是，它并非英国国家学生会联盟（NUS）的成员。在2012年11月的一次公投中，圣安德鲁斯学生会的入会申请被否决。

### 社团
圣安德鲁斯大学一共有超过140个学生社团，涵盖的兴趣类别非常广泛。其中最为出名的是成立于1794年的“学生会辩论社”，据称是全球最古老的仍在持续运作的辩论社。所有学生都是这个社团的成员。辩论社每周末在下议会堂举办数场公共辩论，通常这些辩论由知名人士主持。辩论社经常会参加全国性和国际性的辩论大赛。

#### 学生媒体
由学生运营的《圣徒报》（The Saint）是圣安德鲁斯大学主要的纸质媒体之一，《圣徒报》每两周发行一次。2011年成立的《立场》（The Stand）是网上报刊。国际关系社办有自己的《国际关系评论》杂志。此外，还有一些更小型的媒体，例如《部落》杂志和关注时事政治新闻的《圣瑞格鲁斯》杂志。
学术类的报刊有摄影学的《立体镜》杂志、历史学年刊《Ha@sta》，哲学类的《Aporia》期刊和《研究生艺术史和博物馆学期刊》。
圣安德鲁斯大学的学生电台STAR在学期内每天24小时播放。

#### 音乐社团
大学音乐社包括了许多学生组成的乐队，例如交响乐团、管乐团和合唱团。圣安德鲁斯大学牧歌合唱团是大学内最古老的合唱团，他们每学期会举办音乐会，在夏季还会组织出游。阿卡贝拉社由4个阿卡贝拉组合构成：The Other Guys、 The Alleycats、 The Accidentals和The Hummingbirds。2009年到2011年间，所有的阿卡贝拉组合都参加过英国声乐大赛，其中3组进入决赛环节。

#### 戏剧社团
圣安德鲁斯大学的学生剧场由美人鱼表演艺术基金会赞助。巴朗剧场（Barron theatre）经常有戏剧和喜剧表演。“盲笑团”（Blind Mirth）是一个即兴表演巡回团，每周会在镇上表演，每年也会去爱丁堡参加爱丁堡国际艺穗节。

#### 其他社团
凯特·肯尼迪俱乐部每年会举办同名游行，让学生们穿着历史人物的服装通过小镇。这个1926年成立的俱乐部也负责组织每年的迎新和五月舞会。该俱乐部有30名学生成员组成，新成员均由老成员选出。但肯尼迪俱乐部曾因为只招收男学生而受到前校长路易斯·理查德森和剑桥公爵夫人的批评。2012年起，俱乐部开始允许女性加入。
圣安德鲁斯大学还有不少私人俱乐部，例如1739年创立的肯辛顿俱乐部。肯辛顿俱乐部至今仍为男性俱乐部，所有的活动不对公众开放。

### 体育组织
创立于1901年的圣安德鲁斯运动员联盟是圣安德鲁斯大学的学生体育组织，它隶属于英国大学学院体育会（BUCS），下辖约60个体育队。这些队伍参加的体育活动从休闲类到竞技类不等。圣安德鲁斯最出名的体育队是英式橄榄球队。圣安德鲁斯大学目前正斥资1400万英镑对学生运动中心进行5阶段的翻新工程，预计将增加一个400座的室内运动场、一个接待处。工程同时会扩建现在的健身房。

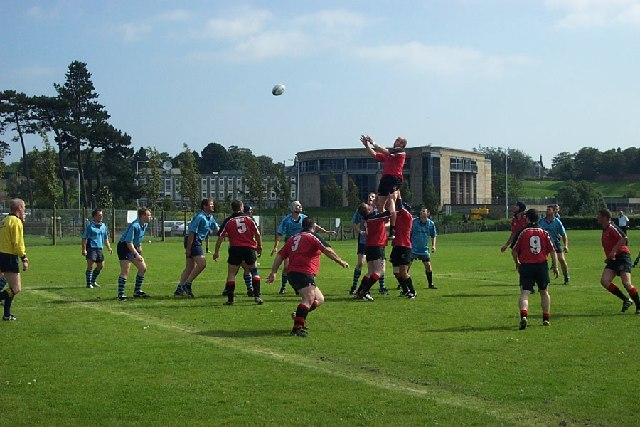
橄榄球队正在训练

圣安德鲁斯大学每年会组织和爱丁堡大学之间校队比赛，据说这是全世界最古老的校队比赛。

## 课程设置
聖安德魯大学本科为四年制。大學由四个学院组成，分别为文学院，理学院，神学院和医学院，以及一些跨学院学科（Cross Faculty Subjects）。聖安德魯大學並無法学院和商学院。

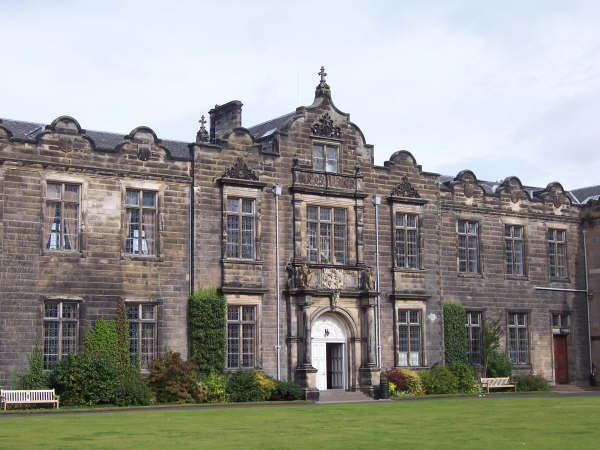
主樓

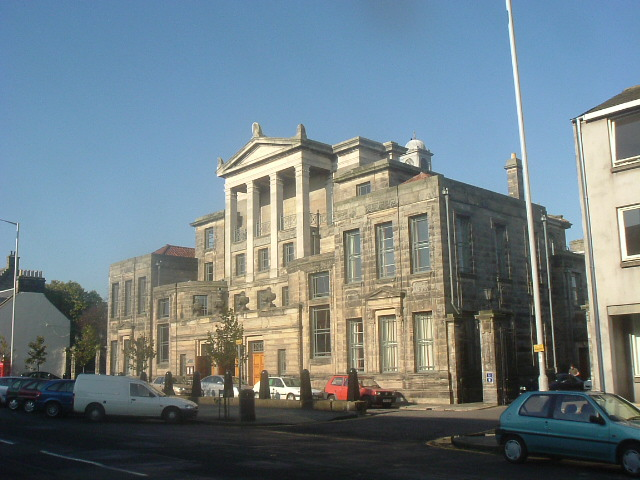
音樂學院

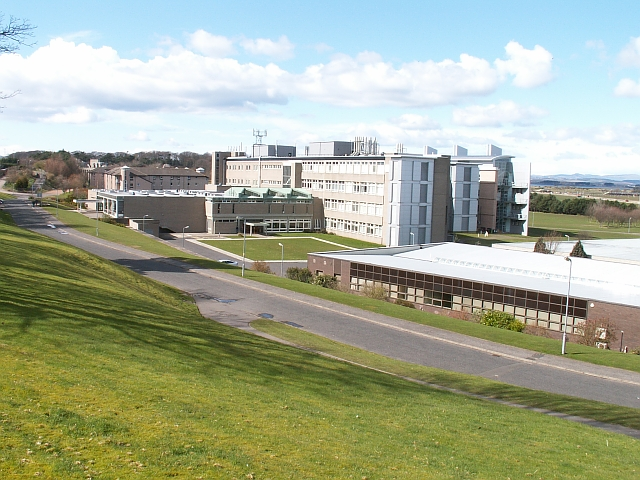
化學系

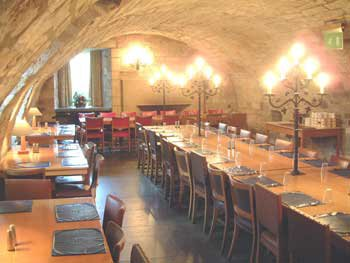
學生教堂餐廳

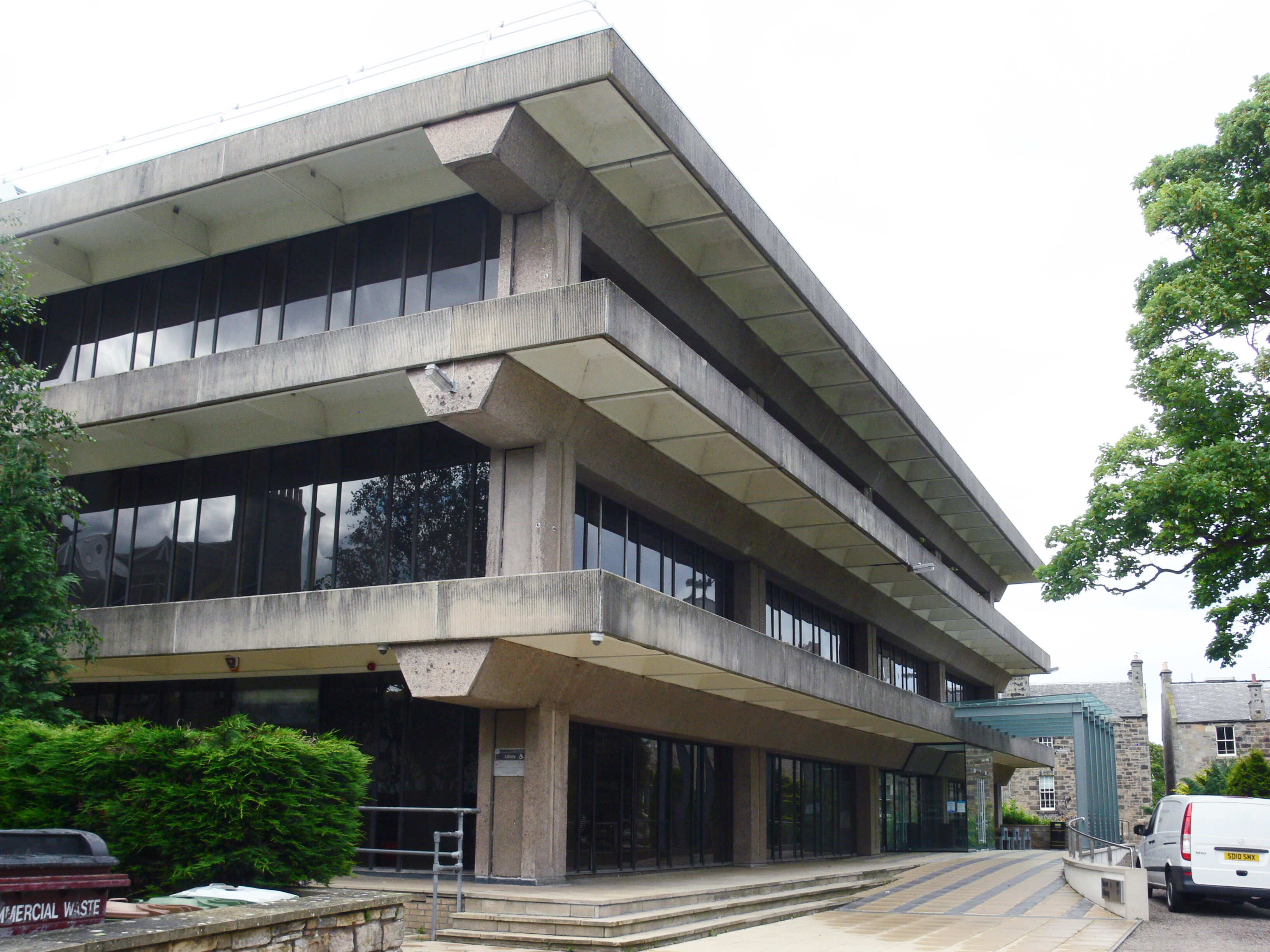
圖書館

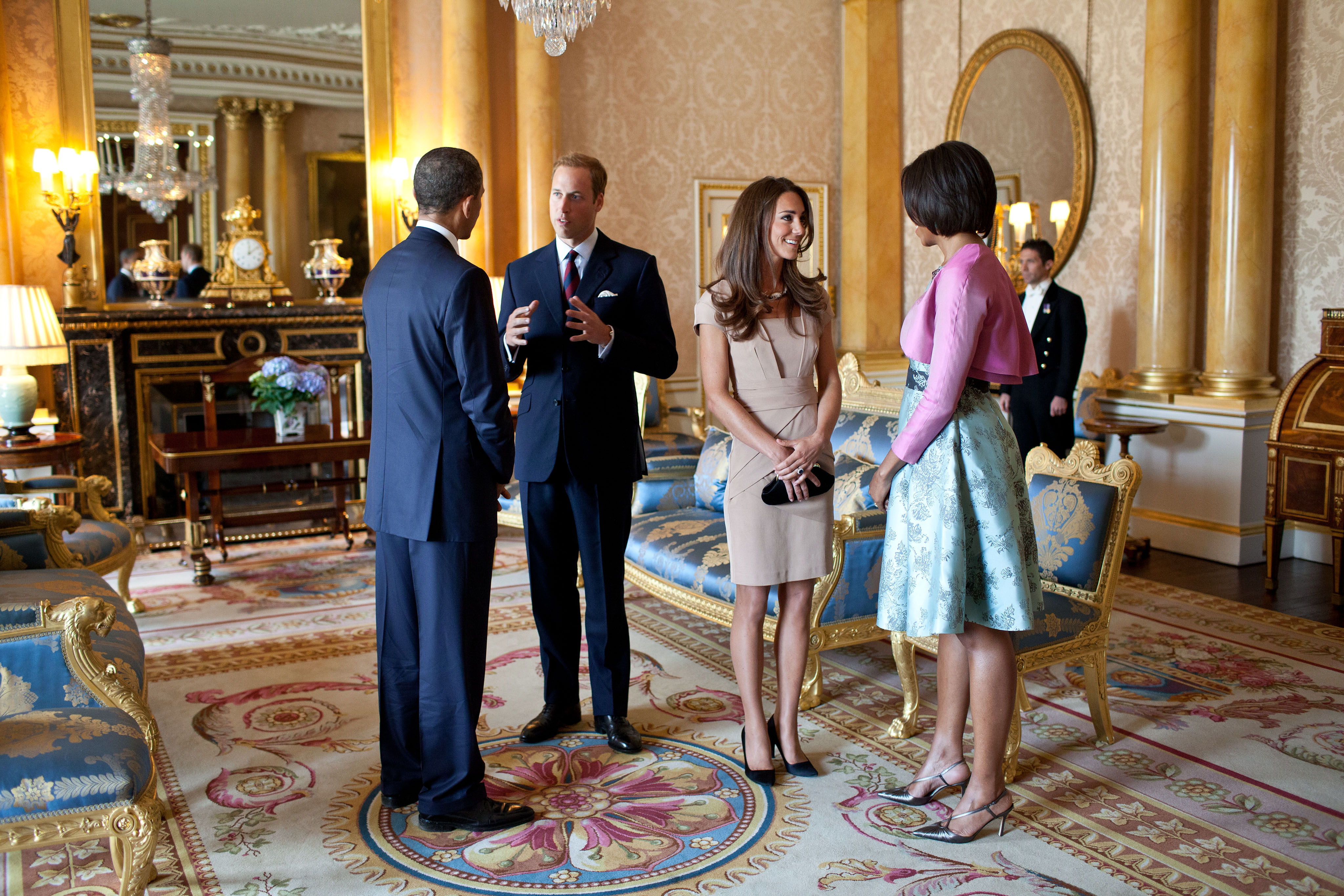
威爾斯親王與王妃凱薩琳

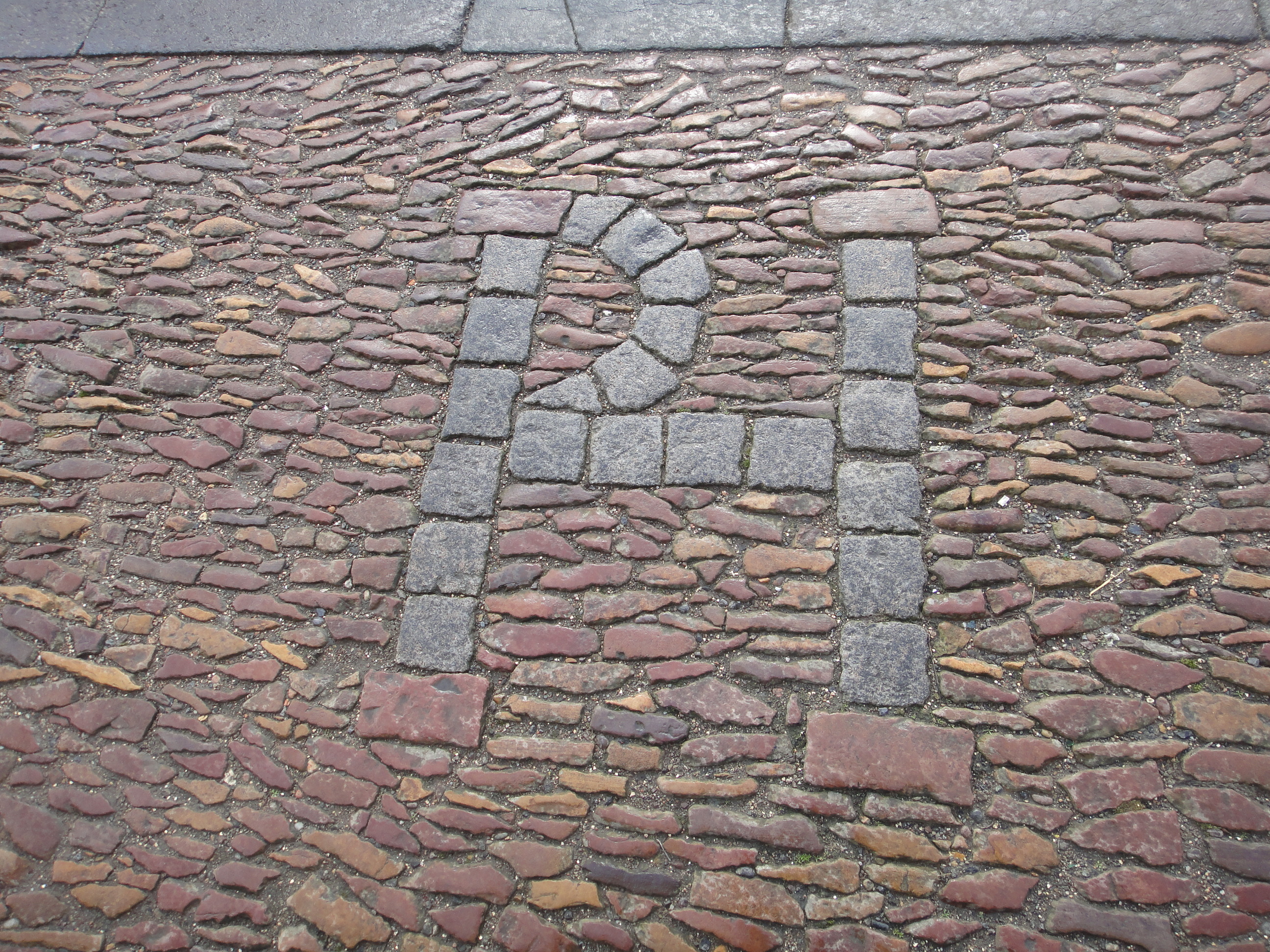
大学中据传殉教者派克賀慕敦（Patrick Hamilton）诅咒的鹅卵石

- 文学院 Faculty of arts
  - 现代语言 （页面存档备份，存于） School of Modern Languages
  - 歷史 （页面存档备份，存于） School of History
  - 国际关系 School of International Relations
  - 英國文學 （页面存档备份，存于） School of English
  - 英语教学 （页面存档备份，存于） English Language Teaching
  - 艺术史 School of Art History
  - 古典学School of Classics
    - 古代史
    - 古典學
    - 希腊文
    - （页面存档备份，存于）

  - 哲学，人类学与电影研究 （页面存档备份，存于） School of Philosophical, Anthropological and Film Studies
    - 电影研究 （页面存档备份，存于）
    - 哲学 （页面存档备份，存于）
    - 社会人类学 （页面存档备份，存于）
    - 音乐 （页面存档备份，存于）

  - 现代语言 （页面存档备份，存于） School of Modern Languages
    - 阿拉伯文 （页面存档备份，存于） Department of Arabic
    - 法文 （页面存档备份，存于） Department of French
    - 德文 （页面存档备份，存于） Department of German
    - 意大利文 （页面存档备份，存于） Department of Italian
    - 俄文 （页面存档备份，存于） Department of Russian
    - 西班牙文 （页面存档备份，存于） Department of Spanish
    - 比较文学 （页面存档备份，存于） Comparative Literature Programme
    - 中國研究系 （页面存档备份，存于） Department of Chinese Studies
- 理学院 Faculty of Science
  - 生物 （页面存档备份，存于） School of Biology
  - 化学 （页面存档备份，存于） School of Chemistry
  - 電腦科学 （页面存档备份，存于） School of Computer Science
  - 物理与天文学 （页面存档备份，存于） School of Physics & Astronomy
  - 地理与地球科学 School of Geography & Geosciences
    - 地球与环境科学 （页面存档备份，存于） Department of Earth & Environmental Sciences
- 神学院 Faculty of Divinity
  - 神学 （页面存档备份，存于） School of Divinity
    - 圣经学 （页面存档备份，存于）
    - 新经研究 （页面存档备份，存于）
    - 神学研究 （页面存档备份，存于）
- 医学院 Faculty of Medicine
  - 医学 （页面存档备份，存于） School of Medicine
- 跨学院学科 Cross Faculty Subjects
  - 经济学与金融 （页面存档备份，存于） School of Economics & Finance
  - 地理与地球科学 School of Geography & Geosciences
    - 地理与可持续发展研究 （页面存档备份，存于） Department of Geography & Sustainable Development

  - 管理学 （页面存档备份，存于） School of Management
  - 数学与统计學 （页面存档备份，存于） The School of Mathematics and Statistics

## 知名校友

### 王室

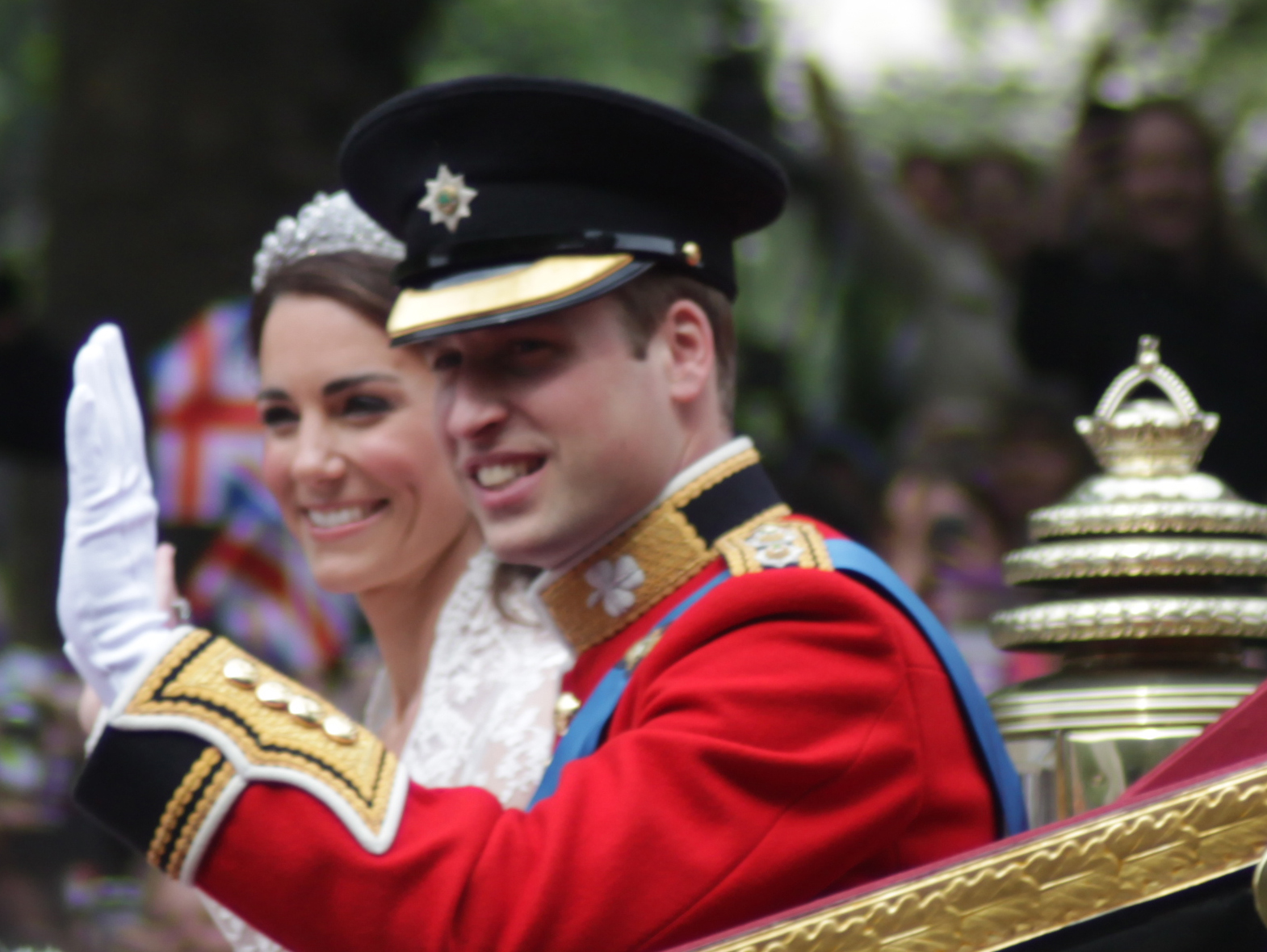
威爾斯親王與王妃

- 威爾斯親王威廉
- 威爾斯王妃凱薩琳
- 詹姆斯二世 (苏格兰)

### 政治、社会活动家和宗教领袖
- 约翰·坎贝尔 英国政治家，第四任加拿大总督。
- 约翰·汉密尔顿-戈登 苏格兰政治家，第七任加拿大总督。
- 莱昂·普莱费尔男爵 英国科学家、政治家
- 亚历克斯·萨尔蒙德 前苏格兰首席部长
- 约翰·诺克斯 苏格兰牧师，宗教改革领导人。
- 让-保尔·马拉 法国大革命时期活动家和政论家
- 约翰·威瑟斯彭 苏格兰裔美国人，独立宣言的签署人，美国开国元勋。
- 詹姆斯·威尔逊 苏格兰裔美国人，独立宣言的签署人，美国开国元勋。

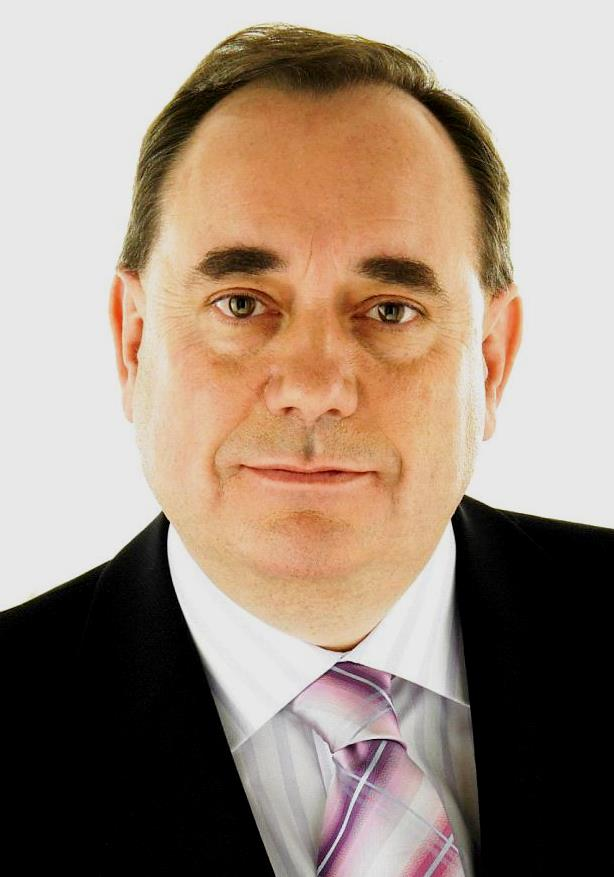
前苏格兰首席部长亚历克斯·萨尔蒙德

### 诺贝尔奖获得者
- 詹姆士·W·布拉克爵士 蘇格蘭藥理學家，1988年諾貝爾醫學獎获得者。
- 沃尔特·霍沃思爵士 英国化学家，1937年诺贝尔化学奖获得者，曾于圣安德鲁斯大学任教。
- 艾伦·麦克德尔米德爵士 美国和新西兰化学家，2000年诺贝尔化学奖获得者，曾于圣安德鲁斯大学任教。
- 鲁德亚德·吉卜林 英国作家及诗人，1907年诺贝尔文学奖获得者，曾在1922到1925年任圣安德鲁斯大学rector。
- 弗里乔夫·南森 挪威探险家、科学家和外交家，1922年诺贝尔和平奖获得者，曾在1925到1928年任圣安德鲁斯大学校长（rector）。

### 其他科学家
- 約翰·納皮爾 苏格兰数学家，对数发明人。
- 亚当·福格森 苏格兰哲学家和历史家，是苏格兰启蒙运动中最具影响力的人物之一。
- 愛德華·詹納 英国医生，免疫學之父。
- 劳勃·华生-瓦特爵士 苏格兰物理学家，雷达发明人。
- 罗素·柯克 美国政治理论家，现代保守主义的奠基人之一。

## 流行文化

### 电影
1981年电影曾在圣安德鲁斯的西沙滩取景，主角们奔跑的背景包括了圣安德鲁斯大学的剪影。
2010年由石黑一雄的小说改编的电影《别让我走》曾在安德鲁·梅维尔宿舍楼取景。

### 文学
伊妮德·布莱顿的小说《马洛里塔》中，女主角达里尔·里弗斯计划在读完预科后进入圣安德鲁斯大学学习。
萨缪尔·约翰逊的行纪《苏格兰西部群岛旅程》中提到了圣安德鲁斯大学。
布鲁斯·马歇尔的浪漫小说《五月女孩》的背景就设在圣安德鲁斯。